# Dracaena hokouensis
Dracaena hokouensis är en sparrisväxtart som beskrevs av G.Z.Ye. Dracaena hokouensis ingår i släktet dracenor, och familjen sparrisväxter. Inga underarter finns listade i Catalogue of Life.